# Krokeks IF
Krokek IF (Krokek Idrottsförening) är en svensk idrottsförening baserad i samhället Krokek i Norrköpings kommun. Föreningen grundades år 1936 och har historiskt haft verksamhet inom flera olika idrotter, men är idag, 2025, främst aktiv inom fotboll. Klubben har 2025 drygt 350 nuvarande medlemmar.

## Historia
Krokeks IF grundades av idrottsintresserade ungdomar i Krokek med syftet att främja fysisk aktivitet och gemenskap i lokalsamhället. Under sina första år var föreningen verksam inom både friidrott och fotboll. Med tiden kom fotbollen att bli föreningens huvudsakliga sport.

## Fotboll
Föreningens fotbollslag spelar sina hemmamatcher på Kullevi, Kulla och samt Uttersbergsplan. Laget har under årens lopp deltagit i olika divisioner i det svenska seriesystemet, med varierande framgång.
Krokek IF hade sin största framgång i slutet av 1990 talet då laget kvalificerade sig till Division 3.

### Meriter
- Serieseger i Division 6: 2016

### Kända spelare
Några spelare som har representerat Krokek IF och senare gått vidare till spel i högre divisioner inkluderar:
- Leo Jonsson (IFK Norrköping)[4]